# Halové mistrovství Československa v atletice 1978
Halové mistrovství Československa v atletice 1978 se konalo v Jablonci nad Nisou ve dnech 25. a 26. února 1978.

## Medailisté

### Muži
| Soutěž        | Zlato                 | Stříbro               | Bronz                   |
| 60 m          | Ján Chebeň 6.85       | Ladislav Latocha 6.89 | Roman Zrun 6.96         |
| 400 m         | Karel Kolář 48.01     | Tomáš Prax 48.92      | Miroslav Hribik 48.93   |
| 800 m         | Jiří Dlouhý 1:52.0    | Pavel Jehlička 1:52.6 | Miroslav Peterek 1:53.6 |
| 1500 m        | Ivan Demský 3:52.3    | Jozef Marcin 3:52.9   | Zdeněk Posker 3:56.3    |
| 3000 m        | Martin Vrábeľ 8:21.2  | Jozef Múčka 8:22.8    | Ladislav Asványi 8:28.5 |
| 60 m př.      | Petr Čech 8.00        | Eduard Longauer 8.03  | Július Ivan 8.10        |
| Skok do výšky | Josef Hrabal 214      | Roman Moravec 214     | Jaroslav Pecka 214      |
| Skok o tyči   | Antonín Hadinger 500  | Jiří Lesák 480        | Petr Habel 480          |
| Skok daleký   | Jaroslav Křivka 754   | Václav Fišer 734      | Jaroslav Paštika 733    |
| Trojskok      | Jiří Vyčichlo 15.87   | Karel Hradil 15.76    | Vladimír Hanák 15.00    |
| Vrh koulí     | Jaroslav Brabec 19.78 | Jaromír Vlk 18.42     | Remigius Machura 17.30  |

### Ženy
| Soutěž        | Zlato                       | Stříbro                  | Bronz                     |
| 60 m          | Ludmila Jimramovská 7.65    | Radislava Šoborová 7.69  | Monika Talová 7.79        |
| 400 m         | Jarmila Kratochvílová 54.94 | Olga Kmochová 55.86      | Šárka Vojtášková 56.72    |
| 800 m         | Darina Hlaváčová 2:14.2     | Naděžda Skulinová 2:15.0 | Jana Pavlíková 2:16.0     |
| 1500 m        | Božena Sudická 4:38.2       | Milena Sivková 4:44.5    | Kristína Jankurová 4:47.6 |
| 60 m př.      | Monika Schönauerová 8.53    | Hana Chocová 8.62        | Jiřina Lamačová 8.70      |
| Skok do výšky | Milada Karbanová 187        | Marta Jeseňáková 184     | Věra Skotnická 180        |
| Skok daleký   | Jarmila Nygrýnová 642       | Agáta Dórová 593         | Lenka Bulanová 587        |
| Vrh koulí     | Helena Fibingerová 21.26    | Zdeňka Bartoňová 18.23   | Gabriela Hanuláková 15.51 |